# Молодёжный сленг
Молодёжный сленг — социолект молодых людей, возникший из противопоставления себя не столько старшему поколению, сколько официальной системе. Бытует в среде городской учащейся молодёжи и отдельных[каких?] замкнутых референтных группах.

## Особенности
Молодёжный сленг, как и любой другой, представляет собой только лексикон на фонетической и грамматической основе общенационального языка, и отличается разговорной, а иногда и грубо-фамильярной окраской. Наиболее развитые семантические поля — «Человек», «Внешность», «Одежда», «Жилище», «Досуг». Бо́льшая часть элементов представляет собой слова, употребляемые в переносном значении, и производные от них, а также английские заимствования или фонетические ассоциации.
Характерной особенностью, отличающей молодёжный сленг от других видов, является его быстрая изменчивость, объясняемая сменой поколений.